# Grasshopper 3D

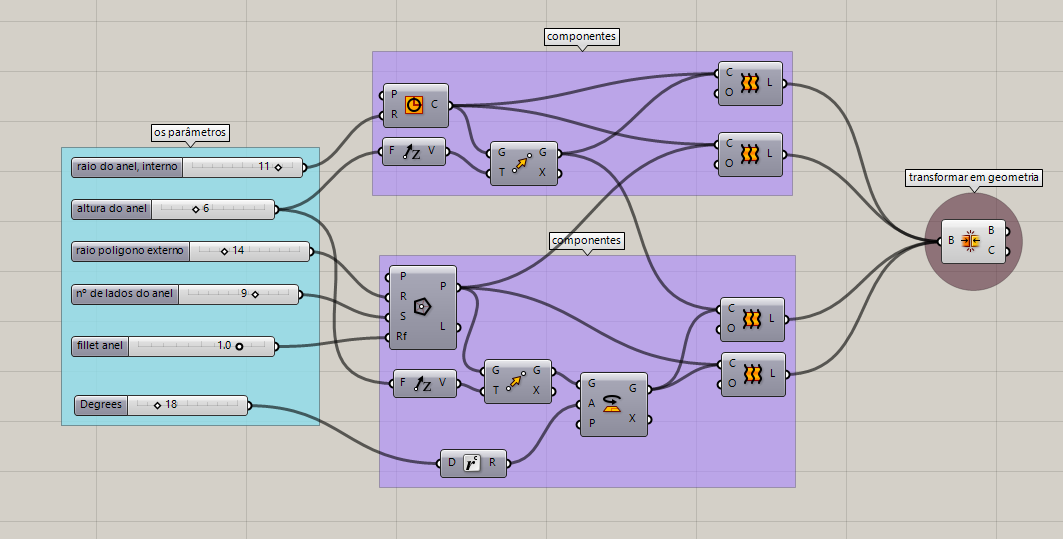
[https://www.shapediver.com/app/m/anel-parametrico Exemplo de definição

O Grasshopper é uma linguagem de programação visual que se executa no programa de desenho auxiliado por computador  (CAD) chamado Rhinoceros 3D, popularmente conhecido como Rhino. Importate destacar que o Rhino utiliza como geometria nativa as assim conhecidas NURBS. O programa foi criado por David Rutten na Robert McNeel & Associates. [1] [2] Os componentes são criados arrastando os mesmos para uma tela (canvas). As saídas para esses componentes são então conectadas às entradas dos componentes subsequentes, desencadeando uma série de interrelações entre todo o conjunto.
O Grasshopper a partir da versão 6 do Rhino já vem incorporado. Até a versão 5 era um plugin. Permite automatizar processos repetitivos por meio de programação visual. Se criam componentes que podemos aplicar a qualquer projeto, tornando-o paramétrico. Um modelo paramétrico permite interações extremamente rápidas.
O Grasshopper é usado principalmente para criar algoritmos generativos, como para arte generativa. [3] [4] Muitos dos componentes do Grasshopper criam geometria 3D. [5] Os programas também podem conter outros tipos de algoritmos, incluindo aplicativos numéricos, textuais, [6] audiovisuais [7] e hápticos. [8]
Os usos avançados do Grasshopper incluem modelagem paramétrica para engenharia estrutural, [9] modelagem paramétrica para arquitetura e fabricação, [10] análise de desempenho de iluminação para arquitetura ecológica [11] e consumo de energia na edificação. [11]
A primeira versão do Grasshopper, então chamada Explicit History, foi lançada em setembro de 2007. [12] [13] O Grasshopper se tornou parte do conjunto de ferramentas padrão do Rhino no Rhino 6.0 e posterior.
A AEC Magazine declarou que o Grasshopper é "Popular entre estudantes e profissionais, a ferramenta de modelagem Rhino da McNeel Associate é endêmica no mundo do design arquitetônico. O novo ambiente do Grasshopper fornece uma maneira intuitiva de explorar projetos sem ter que aprender a escrever." [14] essa alegação veio do design do produto [15] e da arquitetura. [16]